# 六三四の剣 ただいま修行中
『六三四の剣 ただいま修行中』（むさしのけん ただいましゅぎょうちゅう）は、1986年8月8日に発売されたタイトーのファミリーコンピュータ用ゲームソフト。村上もとかの漫画『六三四の剣』（1981年 - 1985年）を原作としたゲームである。開発はセタが行っている。

## ゲーム内容

### 一人用プレイ
一面「特訓編」から三面「道場破り編」までは横スクロールのアクションゲームであり、四面「全国大会編」は剣道試合となっている。全面クリアすると色が変わって難易度の上がった裏面が始まり、これをクリアすることで真のエンディングが表示される。
横スクロールアクションゲーム
「剣の修行をしながら十一（作中に登場する犬）より先にゴールする」ことを目的としている。
六三四のアクションは歩行移動とジャンプ、攻撃手段は上・中・下段を打ち分け可能な竹刀のみ。一般的なアクションゲームとはボタン設定が逆になっており、Bでジャンプ、Aで攻撃という設定である。
ステージBGMはアニメ版の主題歌「裸足のソルジャー」のアレンジ曲である。
- 特訓編（六三四 三歳）
- 荒修業編（六三四 四歳）
- 道場破り編（六三四 六歳）

剣道対戦ゲーム
剣道試合の五人勝ち抜いて優勝することを目的としている。対戦相手は一回戦の有働大吾、二回戦の乾俊一、準々決勝の大石巌、準決勝の日高剣介、決勝の東堂修羅。
- 全国大会編

### 敵キャラ
敵は全て竹刀を一撃当てれば倒せる。弾を撃ってくる敵は1種類のみ。裏面では全ての敵がスピードアップしている。デザインとしては原作の世界観から外れた物も多い。
特訓編
- ビシバ - 200点。顔と足のついた栗。地面をゆっくりと歩き回り障害物に当たると方向転換する。ジャンプはせず途切れた足場からはそのまま落下する。こうした動きの特徴はブリス、ブースカ、オバサンダ、バケバケにも共通している。
- バイガ - 200点。笑った顔のついた毬栗。動きの特徴はビシバと同じだがスピードが速い。
- 丸太 - 400点。地面の上を跳ね回る。

荒修業編
- ブリス - 200点。顔のある火の玉。
- 岩 - 400点。特徴は丸太と同じ。

特訓編・荒修業編共通
- 竹槍 - 200点。画面右上から左下へと落下してくる。足場に当たると消滅する。
- 矢 - 200点。ロケットのような矢。画面右から左へと直進して飛んでくる。障害物を貫通するのが特徴。

道場破り編
- ブースカ - 200点。ピンク色の子豚。
- オバサンダ - 200点。掃除のおばちゃん。
- バケバケ - 200点。足のあるバケツ。オバサンダと同時に出現することが多い。
- マウマウ - 200点。モグラ型の敵。障害物を叩くと初めて出現するという隠れた敵。
- チビケン - 200点。六三四の半分サイズの小さな剣士。小ジャンプを繰り返しながら襲ってくる。
- アカケン - 400点。赤い色のチビケン。チビケンより高くジャンプする。
- クジリン - 5000点。クジラ。池の中を左右に泳ぎながら真上に潮＝弾を吹くという、ゲーム内で唯一の「弾」を発射する敵である。倒して得られるスコアも最高だが、居場所が池の中であるため1ミスと引き換えでなければ倒せない。

### アイテム
- 竹刀 - 上段、中段、下段の3つがあり、それぞれの全国大会編で使える必殺技の回数が増える（1回につき10使用）。50以上獲得した段は攻撃ボタンを押しっぱなしにするだけで連打できるようになり、上中下段全て50以上獲得すると上中下段を高速連打するようになる。あらかじめ配置されたものと障害物を叩いて出現させるものとがあり、後者は叩く際に使った段と同じものが出現する。
- ハート - 上段、中段、下段の必殺技回数を、最も回数が多い種類の数に合わせる。
- 面 - 一定時間敵に触れてもダメージを受けなくなる。
- かえる - ジャンプ力が上昇する。
- くつ - 移動速度が上がる。但しジャンプからの着地時に滑りやすくなるというデメリットもある。
- おにぎり - 体力が10回復する。
- バンソウコウ - 体力が20回復する。
- 薬 - 体力が99になる。
- カギ - 取った瞬間、ある程度進んだ位置まで高速で移動する。しかも高速移動中に竹刀に当たるとそれを入手できる。
- 骨 - 十一（犬）が六三四より先へ進んでいる時に取ると六三四のいる場所まで戻すことができる。
- ？ - 取ると直後の背景の後ろへ入り込むことができ、背景の後ろにいる間は敵に当たらなくなる。
- 珠 - 1UP。

### 二人用プレイ
一人用プレイの「全国大会編」をベースにした対戦モードで五対五の団体戦となっている。先鋒・次鋒・中堅・副将・大将を決定して点取り試合を行い、三本先取したチームの勝利となる。
1PLAYERが「六三四チーム」、2PLAYERが「修羅チーム」を使用するが、両チームの選手は固定されているため同じチームの選手同士を戦わせることはできない。
六三四チーム
- 夏木六三四
- 武者潔和
- 轟嵐子
- 大石巌
- 夏木栄一郎

修羅チーム
- 東堂修羅
- 有働大吾
- 乾俊一
- 日高剣介
- 東堂国彦

## 評価
| 項目 | キャラクタ | 音楽 | 操作性 | 熱中度 | お買得度 | オリジナリティ | 総合  |
| 得点 | 3.96       | 3.48 | 3.17   | 3.05   | 2.95     | 2.96           | 19.57 |

ゲーム誌『ファミリーコンピュータMagazine』の読者投票による「ゲーム通信簿」での評価は別記の通り19.57点（満30点）と標準的な評価となっている。また、ゲーム誌『CONTINUE Vol.13』において、ヒップホップグループであるスチャダラパーのBoseは、自身では購入しておらず友人から借りたことや原作は未読であることに触れたほかに対戦プレイに没頭したことを述べた上で、「対戦ゲームとしては今でも遊べる完成度」であると肯定的に評価、またライターの島村祐助は発売当時に剣道は書道やそろばんと並んでメジャーな習い事の一つであったことに触れた上で「剣道少年同士、実体験を伴うスポーツで対戦をすることができた」と述べたほか、対戦モードに関しては「面、小手、胴、突きや必殺技の駆け引きがある、いわば2P対戦格闘のはしりだ」と主張したが、1人プレイモードに関しては当時人気となっていた『スーパーマリオブラザーズ』（1985年）の影響によりバイキンのような敵を竹刀で倒す内容になっていたことにたいしては「もう忘れてもいいですか」と苦言を呈した。

## 攻略漫画
- 『コロコロコミック1986年夏休み増刊号』にて攻略漫画が掲載されている。執筆担当は方倉陽二。